# Міцу-Мару
Міцу-Мару (Mitsu Maru) — транспортне судно, яке під час Другої світової війни брало участь у операціях японських збройних сил в архіпелазі Бісмарка.
Як Міцу-Мару відоме одне з суден, залишки якого виявили після капітуляції Японії в гавані Рабаула — міста на острові Нова Британія, що було головною передовою базою японців під час боротьби за Соломонові острови та на сході Нової Гвінеї. Таку назву співвіднесли з одним із потоплених суден на мапі, складеній у США в межах вивчення результатів стратегічних бомбардувань. Тоннаж судна визначений на рівні 400 тонн.
У цьому самому джерелі дата загибелі судна зазначена як 10 грудня 1943, коли на Рабаул здійснила наліт американська авіація.